# 米爾納河

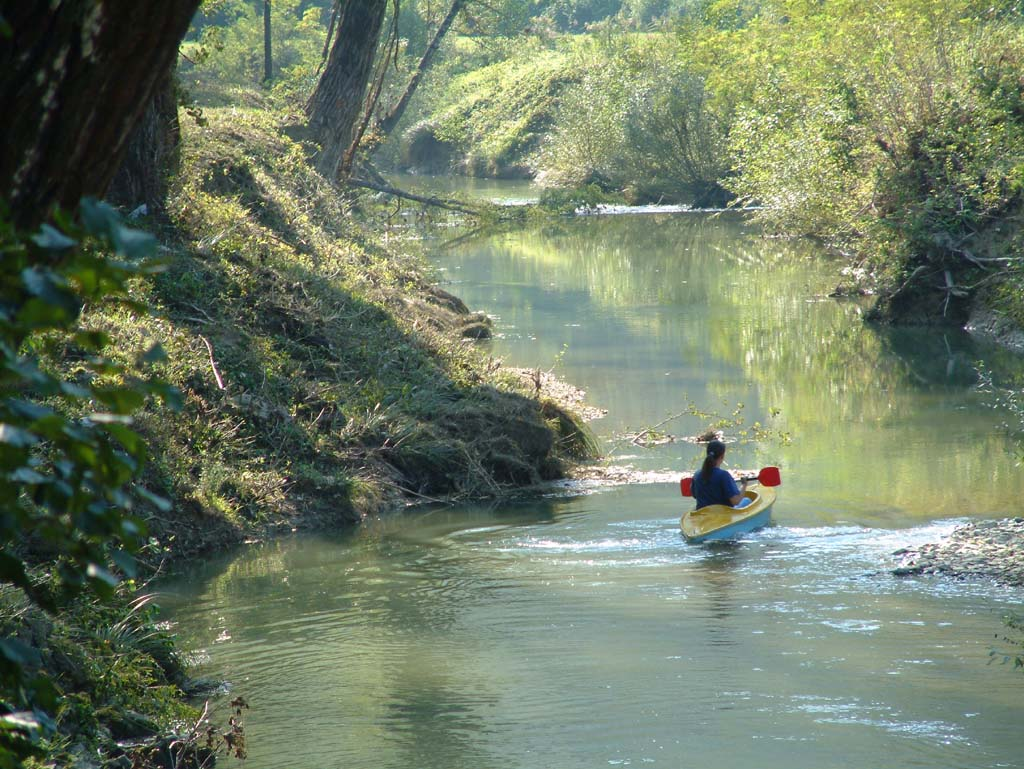

米爾納河是克羅地亞的河流，河道全長53公里，流域面積458平方公里，發源自布澤特附近，最終在諾維格勒附近注入亞得里亞海，河畔城鎮有莫托文。

## 外部連結
- Development of the Mirna River Basin Management Plan （页面存档备份，存于）
- Geological & hydrological data （页面存档备份，存于）